# Xanthostemon umbrosus
Xanthostemon umbrosus är en myrtenväxtart som först beskrevs av Allan Cunningham och John Lindley, och fick sitt nu gällande namn av Peter G.Wilson och John Teast Waterhouse. Xanthostemon umbrosus ingår i släktet Xanthostemon och familjen myrtenväxter. Inga underarter finns listade i Catalogue of Life.